# دولت یونان
دولت یونان (یونانی: Κυβέρνηση της Ελλάδας)، با نام رسمی دولت جمهوری یونان (Κυβέρνηση της Ελληνικής Δημοκρατίας) ارگان جمعی دولت یونان است که مسئول تعیین و هدایت سیاست کلی کشور است. قوای مجریه را در کنار رئیس‌جمهور اعمال می‌کند و توسط کابینه (به‌طور رسمی: شورای وزیران) که از نخست‌وزیر، وزیران و معاونان وزیر تشکیل می‌شود، تشکیل می‌شود.
سایر نهادهای دولتی جمعی، به غیر از شورای وزیران، کمیته نهادها، شورای دولتی امور خارجه و دفاع و غیره هستند که موضوعات خاص سیاست دولت را مدیریت می‌کنند.